# Örményes község
Örményes község (románul: Comuna Armeniș) község Krassó-Szörény megyében, Romániában. Központja Örményes község, beosztott falvai Fényes, Plopu, Sub Margine, Ófalu.

## Népessége
A 2011-es népszámlálás adatai alapján a község népessége 2454 fő volt.